# Spandau synthpop
Spandau Synthpop – odmiana muzyki popularnej będąca protestem przeciwko bezmyślnemu kopiowaniu form kojarzonych z muzyką elektroniczną (teledyski w zamglonym lesie, szamani na polanie). Za protoplastę gatunku uważana jest polska grupa YU.